# Burgenland
Burgenland (węg. Őrvidék, burg.-chorw. Gradišće) – najbardziej wysunięty na wschód i najmłodszy kraj związkowy Austrii.

## Geografia
Granice Burgenlandu nie zostały oparte na rzeźbie terenu, lecz na kryteriach ludnościowych, stąd land ma kształt długiego i wąskiego (najwęższe miejsce ma 5 km) pasa wzdłuż granicy węgiersko-austriackiej. Graniczy (na krótkim odcinku) ze Słowacją na północy, z Węgrami na wschodzie i ze Słowenią na południu. Od zachodu graniczy z dwoma innymi austriackimi krajami związkowymi: Dolną Austrią i Styrią.
Burgenland wyraźnie różni się od pozostałych landów Austrii pod względem ukształtowania powierzchni i krajobrazu. Jest to kraj nizinny, który pod względem geomorfologicznym stanowi zachodni kraniec Kotliny Panońskiej. Jest zatem bardziej podobny do środowiska geograficznego Węgier. Dominującą formacją roślinną jest step, z wieloma charakterystycznymi cechami, jak bezodpływowe jeziorka. Jest tu natomiast mało lasów, a wcale nie ma wysokich gór – są tylko pasma łagodnych wzgórz.
Burgenland zwykle dzieli się na trzy części: północną, środkową i południową, rozdzielone przez pasma wzgórz należące do przedgórza Alp – Góry Soprońskie i Wzgórza Kőszeg. Północny Burgenland, rozciągający się od doliny Dunaju do okolic Jeziora Nezyderskiego, to najniżej położona, najbardziej równinna, najcieplejsza i najsuchsza część Austrii. Od reszty Austrii oddzielają go niskie Góry Litawskie. Na terenie Północnego Burgenlandu leży unikalne w skali europejskiej bezodpływowe Jezioro Nezyderskie. Na wschód od tego jeziora leży kraina małych jeziorek stepowych – Seewinkel. Środkowy Burgenland to kraina wyłącznie rolnicza, również oddzielona od reszty Austrii pasmami wzgórz. Jej naturalnym ośrodkiem jest Sopron, należący do Węgier, co tworzy pewne problemy komunikacyjne – niezbędne były umowy międzynarodowe o austriackim tranzycie kolejowym przez to miasto. Południowy Burgenland stanowi długi klin między Pogórzem Styryjskim a granicą Węgier – ta kraina ma większy udział lasów.

## Podział administracyjny

Burgenland w podziale na powiaty

Burgenland składa się z dwóch miast statutarnych (Statutarstadt) oraz siedmiu powiatów (Bezirk). W skład powiatu wchodzi 171 gmin, w tym 13 gmin miejskich (Stadt) oraz 67 gmin targowych (Marktgemeinde)
- Miasta statutarne:
  - Rust – 20,01 km², 1964 mieszkańców,
  - Eisenstadt – 42,88 km², 15 729 mieszkańców,
- Powiaty – licząc od północy:
  - Neusiedl am See – siedziba: Neusiedl am See, 1038,64 km², 61 768 mieszkańców, 27 gmin,
  - Eisenstadt-Umgebung – siedziba: Eisenstadt, 453,14 km², 44 787 mieszkańców, 23 gminy,
  - Mattersburg – siedziba: Mattersburg, 237,83 km², 40 851 mieszkańców, 19 gmin,
  - Oberpullendorf – siedziba: Oberpullendorf, 701,44 km², 37 743 mieszkańców, 28 gmin,
  - Oberwart – siedziba: Oberwart, 732,58 km², 54 970, mieszkańców, 96 gmin,
  - Güssing – siedziba: Güssing, 485,34 km², 26 165 mieszkańców, 28 gmin,
  - Jennersdorf – siedziba: Jennersdorf, 253,34 km², 17 273 mieszkańców, 12 gmin

(liczba mieszkańców 1 stycznia 2023)

## Ludność
Osadnictwo landu ma charakter zdecydowanie wiejski, największe miasto (Eisenstadt) liczy niespełna 15 tysięcy mieszkańców. W północnym Burgenlandzie wsie mają charakter typowy dla Węgier – są duże i rzadko rozrzucone. W środkowej i południowej części landu wsie są małe, a w niektórych rejonach przeważa zabudowa rozrzucona.
Wśród ludności Burgenlandu około 10 proc. (30–45 tys.) stanowią Chorwaci, a około 2 proc. (5 tys.) Węgrzy. Stanowi to najwyższy odsetek mniejszości narodowych w landach Austrii. Najwyższy jest także odsetek ewangelików – 14 proc. Podczas wielkiego kryzysu gospodarczego około jedna czwarta ludności landu wyemigrowało do USA, głównie do Chicago. Burgenlandzka diaspora w USA liczy obecnie około 180 tys. ludzi.

## Gospodarka
Burgenland nie tworzy jednorodnego obszaru gospodarczego. Poszczególne regiony są powiązane gospodarczo i komunikacyjnie z przyległymi większymi miastami pozostałych landów – z Wiedniem, z Wiener Neustadt, z Grazem. Przejawia się to zwłaszcza w dojazdach Burgenlandczyków do pracy w zakładach przemysłowych tych miast. Burgenland jest bowiem pozbawiony większych zakładów przemysłowych – jest to kraj wysoko rozwiniętego, towarowego rolnictwa i towarzyszącego mu drobnego przemysłu spożywczego. Na wielką skalę prowadzone jest sadownictwo i winiarstwo. Produkcja zbóż i buraków cukrowych również jest wysoka, lecz napotyka trudności ze względu na rozdrobnienie gruntów rolnych – relikt prawa węgierskiego. Land nie ma znaczących złóż bogactw mineralnych. Północny Burgenland ma walory turystyczne (park narodowy wokół Jeziora Nezyderskiego), a południowy – rekreacyjne (uzdrowiska i wody mineralne).
Burgenland jest jednym z uboższych regionów Austrii, przeciętny dochód mieszkańca nie przekracza 75% średniej dla Unii Europejskiej (w granicach sprzed 2004).

## Historia
Na terenach, które obecnie wchodzą w skład Burgenlandu, osadnictwo ludzkie datuje się od epoki kamienia. W czasach rzymskich zamieszkiwały te tereny, wchodzące wówczas w skład prowincji Panonia, ludy celtyckie, które później uległy romanizacji. W VI i VII wieku nastąpił okres kolonizacji słowiańskiej. Następnie tereny te infiltrowali Węgrzy, zasiedlający Wielką Nizinę Węgierską. Od połowy X wieku, po ich klęsce w bitwie nad rzeką Lech, tereny te zaczęli zasiedlać Niemcy.
Około 1140 granica między Marchią Wschodnią (późniejszą Austrią) a Królestwem Węgier ustaliła się na rzece Litawie. Granica ta pozostawiała dzisiejszy Burgenland (wówczas znany jako „Niemieckie Węgry Zachodnie”, niem. Westungarn, węg. Nyugatmagyarorszag) po stronie węgierskiej, mimo że był on już wtedy w przeważającej mierze zasiedlony przez ludność niemiecką. Późne średniowiecze było na tych terenach okresem niemiecko-węgierskich konfliktów granicznych. W ich toku w 1459 Burgenland został włączony do Austrii. Jednak już w pokoju soprońskim (odenburskim) z 1462 król Węgier Maciej Korwin z powrotem przyłączył te ziemie do Węgier. Konflikt terytorialny utracił znaczenie po podboju Węgier przez Turków i objęciu tronu węgierskiego przez Habsburgów po bitwie pod Mohaczem w 1526. Do czasu wyzwolenia Węgier spod okupacji tureckiej w 1699 pograniczne ziemie dzisiejszego Burgenlandu były polem walk habsbursko-tureckich. Bezpośrednią władzę na tym terenie objęli wówczas Habsburgowie.
W 1626 wschodnie ziemie Burgenlandu dostały się pod władzę węgierskich rodów książęcych Esterházych i Batthyánych. W 1647 cesarz Ferdynand II przekazał pod władzę Węgrów pozostałą, zachodnią część Burgenlandu. W 1683 ziemie te zostały spustoszone przez Turków oblegających Wiedeń, a w latach 1703–1711 przez powstanie kuruców. Ziemie wyludnione wskutek tych wydarzeń zostały ponownie zasiedlone przez Chorwatów. W latach 1765 i 1766 doszło do buntów chłopskich. W czasach wojen napoleońskich przez kraj kilkakrotnie przechodziły wojska francuskie. Podczas rewolucji na Węgrzech w latach 1848–1849 burgenlandzki książę Ludwik Batthyány został pierwszym premierem niepodległych Węgier. Działania zbrojne w okresie Wiosny Ludów ominęły ziemie Burgenlandu.
Po odrodzeniu Królestwa Węgier jako części monarchii austro-węgierskiej w 1867 Burgenland pozostał częścią Węgier. Podjęta przez władze węgierskie intensywna madziaryzacja, zwłaszcza ograniczanie oficjalnego użycia języków miejscowych, wywoływała konflikty narodowościowe. Do największych tarć doszło po wprowadzeniu przymusowej nauki języka węgierskiego w 1907. W tym okresie doszło do zróżnicowania się ludności na niemiecką (i chorwacką) we wsiach i węgierską w miastach (szczególnie w Sopronie).
Po rozpadzie Austro-Węgier w 1918 na terenie Niemieckich Węgier Zachodnich doszło do starć lokalnej ludności z węgierską żandarmerią. 10 listopada 1918 niemieccy i chorwaccy mieszkańcy regionu powołali w Mattersburgu „Niemiecką Radę Ludową Węgier Zachodnich” (Deutsche Volksrat für Westungarn). 11 listopada 1918 Burgenland nie został włączony w skład nowo powstałej Republiki Niemieckiej Austrii.
W następstwie lokalnych konfliktów kwestia przynależności regionu stała się przedmiotem konferencji pokojowych po zakończeniu I wojny światowej. Rozważano kilka możliwości załagodzenia sporu o Burgenland, między innymi – ze względu na spory odsetek ludności chorwackiej – możliwość utworzenia „słowiańskiego korytarza” łączącego Czechosłowację i Jugosławię. Plany te jednak zostały zarzucone i traktaty w Saint Germain i w Trianon w 1919 przyznały cały Burgenland Republice Niemieckiej Austrii. Datę przekazania regionu ustalono na 28 sierpnia 1921 i został on opuszczony przez administrację węgierską, lecz objęcie go przez władze austriackie okazało się niemożliwe ze względu na postawę miejscowej ludności. Przez około miesiąc zbrojni węgierscy ochotnicy utrzymywali na terenach Burgenlandu efemeryczne węgierskie państewko Lajtabánság („Palatynat Litawski”). Dopiero mediacja Włoch pozwoliła na rozbrojenie ochotników 6 listopada 1921. Wskutek protestów węgierskich w mieście Sopron i otaczających je wsiach został przeprowadzony plebiscyt (14–16 grudnia 1921), w którym zwyciężyła opcja węgierska. W konsekwencji Rada Ambasadorów zdecydowała o pozostawieniu tego terenu przy Węgrzech.
Po wcieleniu do Austrii tereny Niemieckich Węgier Zachodnich po raz pierwszy zostały nazwane Burgenlandem. Nazwa pochodzi od określenia Vierburgenland („Kraj czterech zamków”). Pochodzi od niemieckich nazw czterech węgierskich komitatów, których części złożyły się na ten kraj:
- Pressburg (Pozsony),
- Wieselburg (Moson),
- Oedenburg (Sopron),
- Eisenburg (Vas).

Ciekawostką jest, iż konkretnie żaden z tych czterech „zamków” nie wchodzi jednak w skład Burgenlandu. Miasto Pressburg/Pozsony zostało oddane Czechosłowacji i pod nazwą Bratysława stanowi dziś stolicę Słowacji, natomiast pozostałe są nadal częścią Węgier.
Burgenland stał się jednym z krajów związkowych nowo powstałej federacyjnej Republiki Austrii. Stolicą landu stało się miasto Bad Sauerbrunn. W 1925 przeniesiono ją do miasteczka Eisenstadt. Po Anschlussie land został zlikwidowany, a jego ziemie zostały włączone do okręgów Rzeszy Niederdonau i Steiermark.

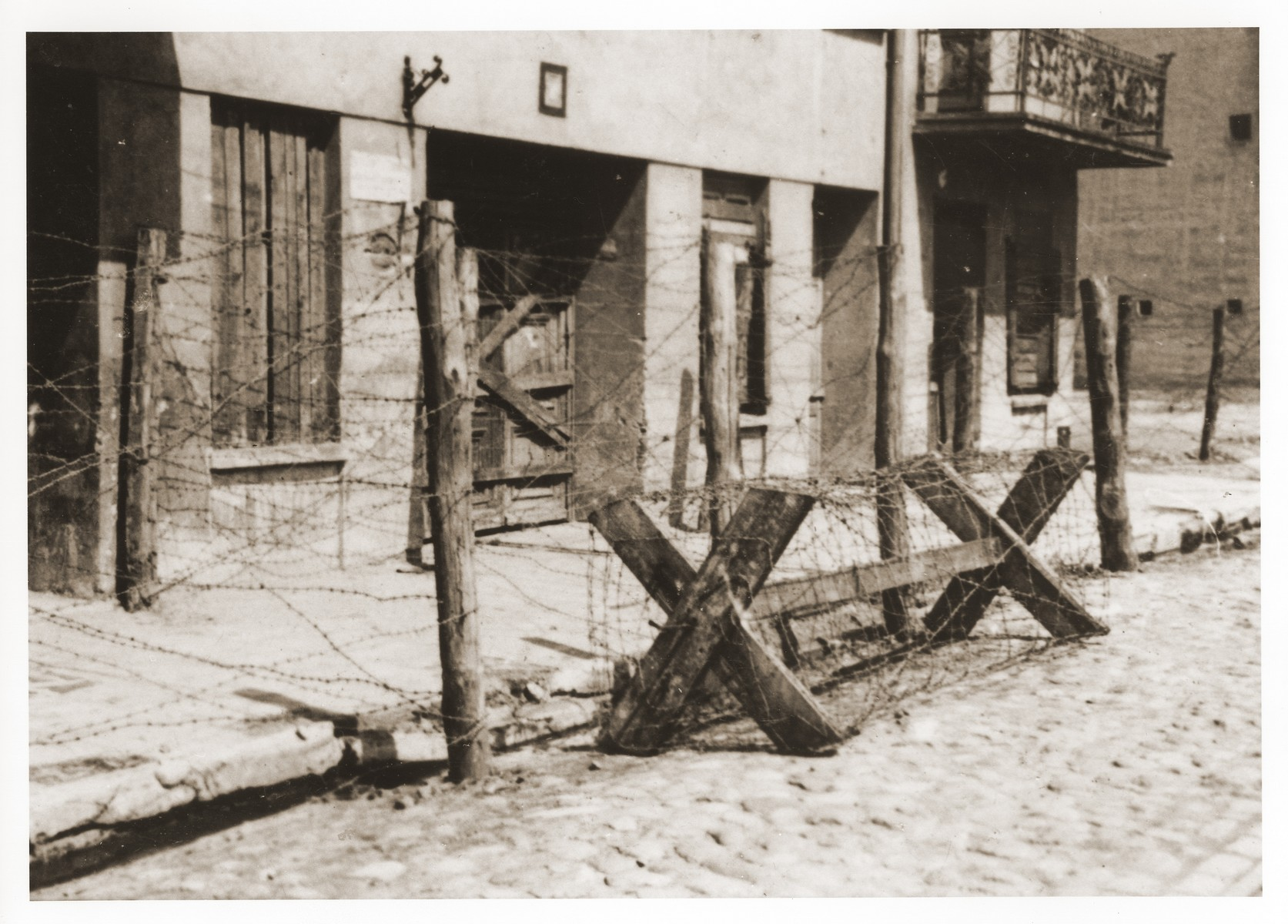
Obóz cygański w getcie; zdjęcie wykonane po deportacji jego więźniów do miejsca zagłady

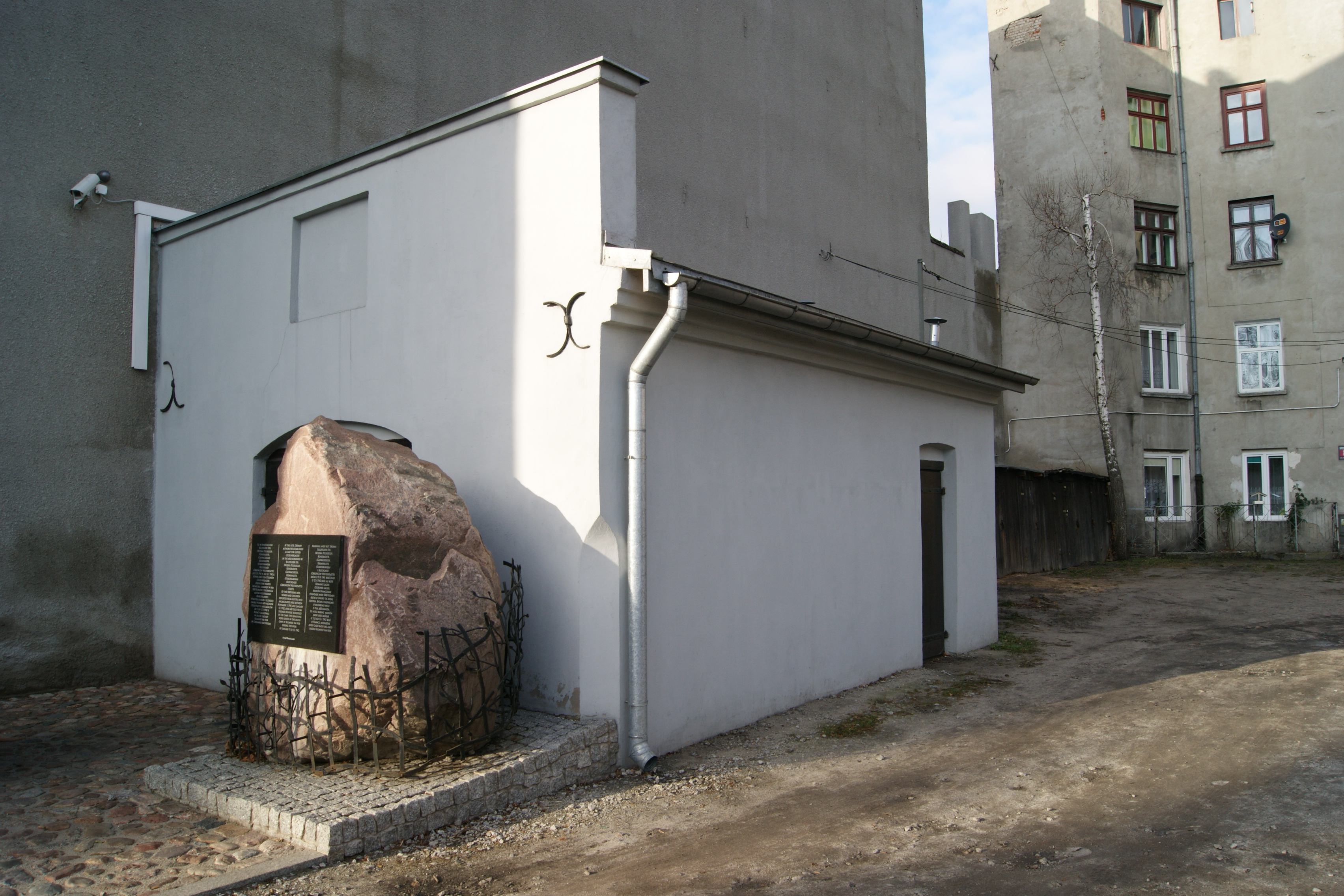
MTN-Łódź, wystawa stała „Kuźnia Romów”, ul. Wojska Polskiego 84 – widok ogólny

Tragicznym elementem wojennych dziejów Burgenlandu jest los tamtejszych Romów i Sinti, popularnie nazywanych w Polsce Cyganami. W I połowie listopada 1941 r. wszystkich, ok. 5000 osób, Niemcy wywieźli do łódzkiego getta, gdzie został dla nich utworzony obóz (Zigeunerlager in Litzmannstadt) przy Sulzfelder str. (przed wojną Brzezińska, dziś Wojska Polskiego). Fatalne, jeszcze gorsze niż w getcie, warunki bytowania spowodowały szybko wybuch epidemii tyfusu plamistego, której w tamtych warunkach gettowa służba zdrowia nie była w stanie opanować. Kilku jej lekarzy zmarło po zakażeniu. Gdy zachorował i zmarł jego niemiecki komendant, w łódzkim Gestapo została podjęta decyzja o likwidacji jego mieszkańców i obozu. W dniach 4–12 stycznia 1942 r. pozostałych jeszcze przy życiu 4,3 tys. więźniów obozu cygańskiego wywieziono i zamordowano w tworzonym miejscu zagłady łódzkich Żydów w Chełmnie nad Nerem (Kulmhof an Nehr). Kilka dni później, 16 stycznia 1942 r., rozpoczęły się tamże pierwsze deportacje więźniów łódzkiego getta.
Po wojnie Burgenland znalazł się w sowieckiej strefie okupacyjnej. Lata te były okresem zastoju w rozwoju gospodarczym landu. Wojska sowieckie wycofały się w 1955, po podpisaniu traktatu pokojowego. W 1956 r. burgenlandczycy z nadgranicznych miejscowości przyjęli tysiące uciekinierów po rewolucji na Węgrzech, w czym szczególnie zasłynęli mieszkańcy miejscowości Andau (słynny most w Andau). W 1957 granica została uszczelniona (z urządzeniami alarmowymi, zasiekami i polami minowymi) i do 1989 pozostawała praktycznie martwa, stanowiąc część żelaznej kurtyny. Pola minowe usunięto w latach 1965–1971 na skutek licznych wypadków.